# 가이센돈

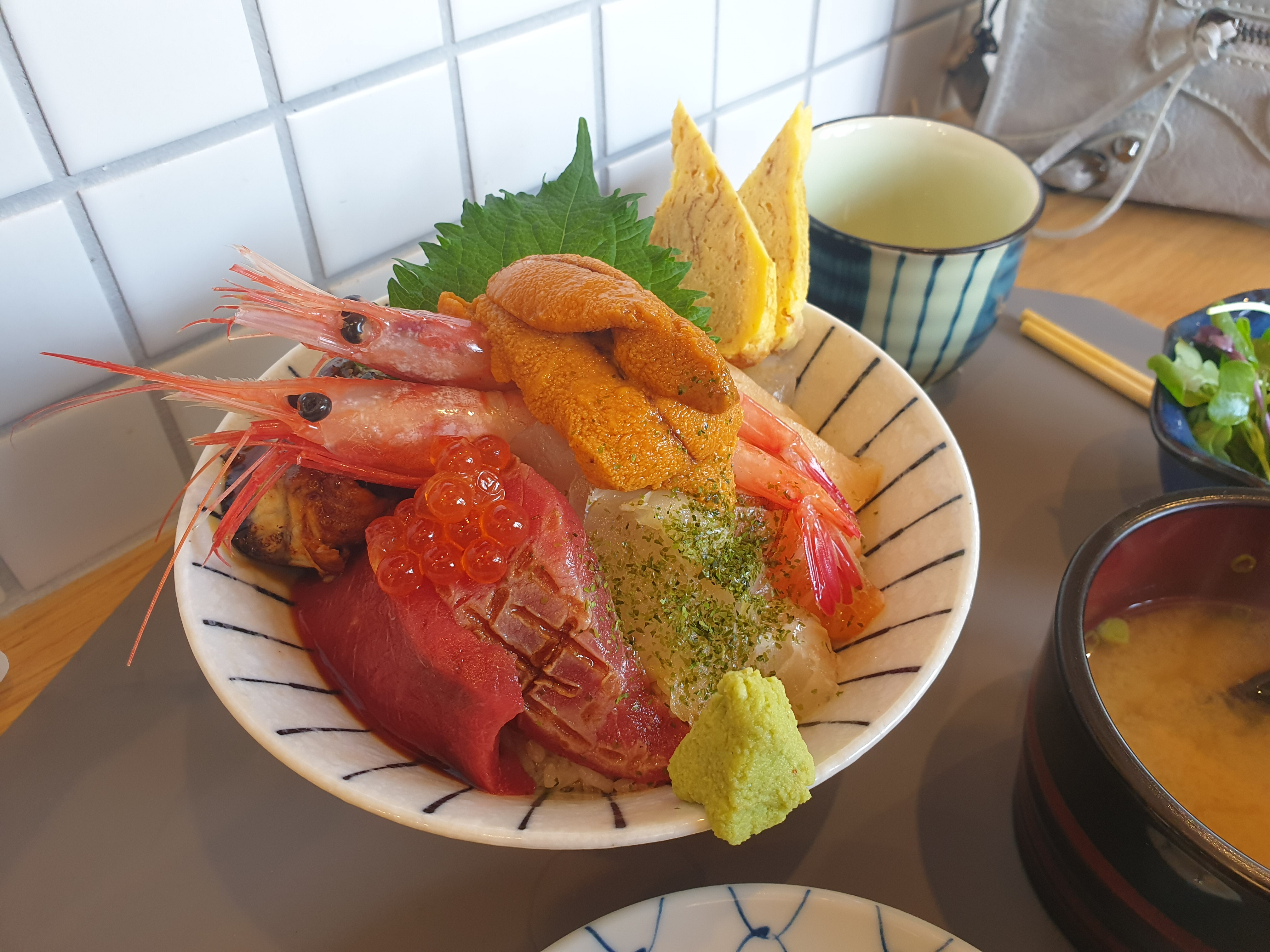
가이센동

가이센동(일본어: 海鮮丼)은 밥에 지라시즈시를 넣은 덮밥 요리이다.
제2차세계대전 종전 후에 만들어진 요리로, 홋카이도, 도호쿠 지방 등에서 특히 유명하다. 에도마에의 지라시즈시에서 파생된 것이라는 설도 있다.
지라시즈시는 식초를 넣은 밥으로 만든 스시지만, 카이센동은 밥에 식초를 넣지 않는 것이 일반적이다.